# Геленув-Другий (гміна Крамськ)
Геленув-Другий (пол. Helenów Drugi) — село в Польщі, у гміні Крамськ Конінського повіту Великопольського воєводства.
Населення — 497 осіб (2011).
У 1975-1998 роках село належало до Конінського воєводства.

## Демографія
Демографічна структура станом на 31 березня 2011 року:
|          | Загалом | Допрацездатний вік | Працездатний вік | Постпрацездатний вік |
| -------- | ------- | ------------------ | ---------------- | -------------------- |
| Чоловіки | 240     | 51                 | 179              | 10                   |
| Жінки    | 257     | 43                 | 167              | 47                   |
| Разом    | 497     | 94                 | 346              | 57                   |